# Gymnopilus baileyi
Gymnopilus baileyi là một loài nấm thuộc họ Cortinariaceae.